# Rio Bologa
O Rio Bologa é um rio da Romênia afluente do Rio Şesu, localizado no distrito de Mureş.